# Rauvolfia ligustrina
Rauvolfia ligustrina là một loài thực vật có hoa trong họ La bố ma. Loài này được Willd. ex Roem. & Schult. miêu tả khoa học đầu tiên năm 1819.